# Ричард Мадън
Ричард Мадън (на английски: Richard Madden) е шотландски актьор.
Роден е на 18 юни 1986 година в Елдърсли край Глазгоу в семейството на пожарникар и учителка. Занимава се любителски с театър от ранна възраст, като още като дете играе в няколко филма, а по-късно завършва Шотландската кралска консерватория. Работи в театъра, телевизията и киното, като придобива широка известност с участието си в телевизионния сериал „Игра на тронове“ („Game of Thrones“, 2011 – 2013). За ролята си в сериала „Бодигард“ („Bodyguard“, 2018) получава „Златен глобус“ и награда на БАФТА.

## Избрана филмография
- „Игра на тронове“ („Game of Thrones“, 2011 – 2013)
- „Пепеляшка“ („Cinderella“, 2015)
- „Денят на Бастилията“ („Bastille Day“, 2016)
- „Бодигард“ („Bodyguard“, 2018)
- „Рокетмен“ („Rocketman“, 2019)